# Yukio Edano
Pour les articles homonymes, voir Yukio.
Yukio Edano (枝野 幸男, Edano Yukio), né le 31 mai 1964 à Utsunomiya (préfecture de Tochigi), est un homme politique japonais, fondateur du Parti démocrate constitutionnel (PDC).

## Biographie

### Parcours parlementaire et politique
Yukio Edano est élu en 1993 membre de la Chambre des représentants sous l'étiquette du Nouveau parti du Japon (NPJ) dans l'ancien 5e district électoral de la préfecture de Saitama, au vote unique non transférable. Il est réélu en 1996, sous les couleurs du nouveau Parti démocrate du Japon (PDJ), dans le bloc proportionnel de Nord-Kantō, ayant été défait par le candidat libéral-démocrate Nobuhiko Fukunaga dans le nouveau 5e district électoral de Saitama, pourvu au scrutin uninominal majoritaire à un tour et formé de certains quartiers de la ville de Saitama, dans la banlieue nord de Tokyo. En 2000, il l'emporte sur son concurrent du scrutin précédent et assume depuis cette élection la représentation de cette circonscription.
Yukio Edano est un des membres fondateurs et président du Groupe parlementaire japonais de soutien au Tibet fondé en 1995.
Au sein du PDJ, il se positionne comme allié de Seiji Maehara et Yoshito Sengoku, partisan de Naoto Kan et opposant d'Ichirō Ozawa. Il est secrétaire général du PDJ entre le 7 juin et le 17 septembre 2010, sous la présidence de Naoto Kan, puis de septembre 2014 à mars 2016, sous les mandats de Banri Kaieda puis Katsuya Okada. Lors de la disparition du PDJ au profit du Parti démocrate progressiste (PDP) en  mars 2016, il reste secrétaire général avec Katsuya Okada comme président. Il est relevé de ses fonctions après l'élection de Renhō à la présidence du PDP. Il est l'un des principaux représentants de l'aile gauche avec Hirotaka Akamatsu ou Akira Nagatsuma, s'opposant désormais à Seiji Maehara, animateur de l'aile droite.

### Membre du gouvernement
Après l'accession au pouvoir de PDJ, consécutivement aux élections législatives du 30 août 2009, Yukio Edano intègre le gouvernement de Yukio Hatoyama en qualité de ministre d'État à la Revitalisation du gouvernement lors du remaniement du 10 février 2010. Non-reconduit après le remplacement du Premier ministre par Naoto Kan le 8 septembre 2010, il est rappelé au sein de l'exécutif à l'occasion du remaniement du 14 janvier 2011 : il prend en effet les fonctions de secrétaire général du Cabinet et ministre d'État pour Okinawa et les Territoires du Nord.
En sa qualité de secrétaire général, il officie comme porte-parole du gouvernement et devient donc l'un des visages de la gestion de crise postérieure au séisme de 2011 de la côte Pacifique du Tōhoku et de l'accident nucléaire de Fukushima. À partir du 27 juin suivant, il ajoute à ses attributions celles de ministre d'État pour la Revitalisation du gouvernement et de ministre d'État pour la Promotion de la conservation de l'électricité. Quand Yoshihiko Noda succède à Naoto Kan le 2 septembre 2011, il ne reprend pas immédiatement Yukio Edano. Il l'appelle finalement dix jours plus tard comme ministre de l'Économie, du Commerce et de l'Industrie et ministre d'État pour les Réponses économiques aux accidents nucléaires et pour la Corporation de soutien aux Compensations des dommages nucléaires.
S'exprimant à titre individuel pour une sortie de son pays de l'énergie nucléaire à terme, il prépare le plan de sortie progressive du nucléaire d'ici aux années 2030, accompagné d'un objectif de tripler dans le même délai la part des énergies renouvelables dans la production d'électricité de l'archipel (part qui doit ainsi atteindre à terme 30 %) et de diminuer à hauteur de 10 % de moins que le niveau de 2010 la consommation des Japonais ; ce projet est adopté par le cabinet le 14 septembre 2012 et devient la base du programme en matière d'énergie du Parti démocrate du Japon pour les élections législatives du 16 décembre 2012.

### Parti démocrate constitutionnel
Le 2 octobre 2017, Yukio Edano annonce qu'il refuse la dissolution de facto du Parti démocrate progressiste dans le Parti de l'espoir (KnT) de Yuriko Koike et qu'il fait scission pour fonder le Parti démocrate constitutionnel (PDC), qui reprend le nom d'un parti de l'entre-deux-guerres : le Rikken Minseitō. Dans la campagne des élections législatives du 22 octobre suivant, son discours opposé au nucléaire et aux inégalités sociales rencontre un relatif succès auprès de la jeunesse japonaise. Au soir du scrutin, le PDC fait élire 55 députés, devenant la deuxième force parlementaire après le Parti libéral-démocrate (PLD) au pouvoir et donc le principal parti de l'opposition.
À la suite de la contre-performance du PDC aux élections législatives du 31 octobre 2021, qui fait élire 96 représentants alors qu'il comptait 110 sièges à la fin de la législature précédente et qu'il avait bâti une stratégie d'unité avec plusieurs autres partis d'oppositions, Yukio Edano annonce le 2 novembre son intention de renoncer à la présidence du parti à l'issue de la session extraordinaire qui s'ouvrira le 10 novembre suivant.
Edano est de nouveau candidat à la présidence du PDC en 2024, s'opposant notamment à Kenta Izumi, Yoshihiko Noda et Harumi Yoshida. Sa candidature est notamment soutenue par Kaori Ishikawa, Mari Takagi, Sakura Uchikoshi, Makiko Kishi Taiga Ishikawa et Maiko Tajima. Il est battu le 23 septembre 2024 au second tour par l'ancien Premier ministre Yoshihiko Noda.